# Рандстад
Рандстад (нід. Randstad — «кільцеве місто»; також — Рандстад Голланд) — міська конурбація на заході Нідерландів, що має у своєму складі чотири найбільші міста країни — Амстердам, Роттердам, Гаагу й Утрехт.
Населення складає близько 8 млн осіб на 2021 рік.

## Склад агломерації
У її межах лежать головні за значимістю міста Нідерландів: Амстердам — столиця; Гаага — резиденція парламенту, уряду та міжнародних правових органів; Роттердам — найбільший міжнародний порт; Лейден — найстаріше університетське місто.
Розташований у провінціях Південна й Північна Голландія, Утрехт і Флеволанд.

## Назва (Кільцеве місто)
Назва пояснюється тим, що агломерація на мапі являє собою коло (діаметром 60 км) з урбанізованими районами по краях і менш забудованої територією в центрі. Сільськогосподарський район у центрі (площею 1800 км²) називають «зеленим ядром» (або «зеленим серцем» — нід. Groene Hart) Голландії. Зі зменшенням значущості сільського господарства територія зберігається як рекреаційна. Між містечками й агломераціями Рандстаду зберігаються буферні зелені зони.
Населення Рандстаду становить близько 7 млн мешканців (майже половина населення Нідерландів). З них близько 4 млн живуть безпосередньо в урбанізованих зонах.

## Список міст агломерації
- Роттердам
- Гаага
- Лейден
- Делфт
- Гауда
- Зутермер
- Дордрехт
- Гарлем
- Амстердам
- Алкмар
- Гілверсум
- Алмере
- Лелістад
- Утрехт
- Амерсфорт